# وقتی گنجشکی جیک‌جیک یاد می‌گیرد
وقتی گنجشکی جیک‌جیک یاد می‌گیرد کتابی از محمدرضا یوسفی است که در سال ۱۳۹۴ منتشر و در مراسم کتاب سال جمهوری اسلامی ایران به‌عنوان کتاب شایسته تقدیر معرفی شد.